# Џексонвил (Илиноис)
Џексонвил (енгл. Jacksonville) град је у америчкој савезној држави Илиноис. По попису становништва из 2010. у њему је живело 19.446 становника.

## Демографија
Према попису становништва из 2010. у граду је живело 19.446 становника, што је 506 (2,7%) становника више него 2000. године.
| Група             | 2000.          | 2010.          |
| Белци             | 16.969 (89,6%) | 16.270 (83,7%) |
| Афроамериканци    | 1.261 (6,7%)   | 1.992 (10,2%)  |
| Азијати           | 130 (0,7%)     | 129 (0,7%)     |
| Хиспаноамериканци | 291 (1,5%)     | 585 (3,0%)     |
| Укупно            | 18.940         | 19.446         |